# Bundesstraße 83
Die Bundesstraße 83 (Abkürzung: B 83) ist eine Bundesstraße in den deutschen Bundesländern Niedersachsen, Nordrhein-Westfalen und Hessen. Sie führt von Bückeburg (Niedersachsen) unter anderem über Hameln, Höxter (Nordrhein-Westfalen) und Kassel nach Bebra (beide in Hessen).

## Geschichte
Die heutige B 83 durchquert zahlreiche ehemals selbständige Länder, in denen die Straßenbezeichnung höchst unterschiedlich war.
In Kurfürstentum Hessen wurde die 1831 als Hauptstraße zweiter Klasse eingeordnete Straße nördlich von Grebenstein als Bremer Straße, zwischen Grebenstein und Kassel als Holländische Straße und südlich von Kassel als Hersfelder Straße bezeichnet.
Festgelegt wurde die B83 1934 als Fernverkehrsstraße 83 zwischen Kassel und Bebra.

## Verlauf
Die B 83 beginnt bei Bückeburg an der B 65. Die Weser begleitet sie von Hessisch Oldendorf über Hameln und Höxter bis Bad Karlshafen. Von dort verläuft die Diemel neben der Bundesstraße bis Trendelburg, wo sie von der Esse abgelöst wird. Nach dem Überwinden der Diemel-Eder/Fulda/Weser-Wasserscheide bei Espenau durchquert sie Vellmar und ab Kassel und über Melsungen ist die Fulda ihr Begleiter bis nach Bebra, wo die B 83 an der B 27 endet. Straßenverlaufsrichtung ist jeweils flussaufwärts.

### Einzelheiten
Vom Anschluss nach Schaumburg bei Hessisch Oldendorf bis einschließlich der 2009 fertiggestellten Ortsumgehung Wehrbergen ist die B 83 auf etwa zwölf Kilometern im 2+1-System mit versuchsweise grün markiertem Mittelstreifen ausgebaut. Die Ortsumgehungen Steinbergen und Grohnde sind im Bundesverkehrswegeplan 2030 als Projekt des vordringlichen Bedarfs eingestuft.

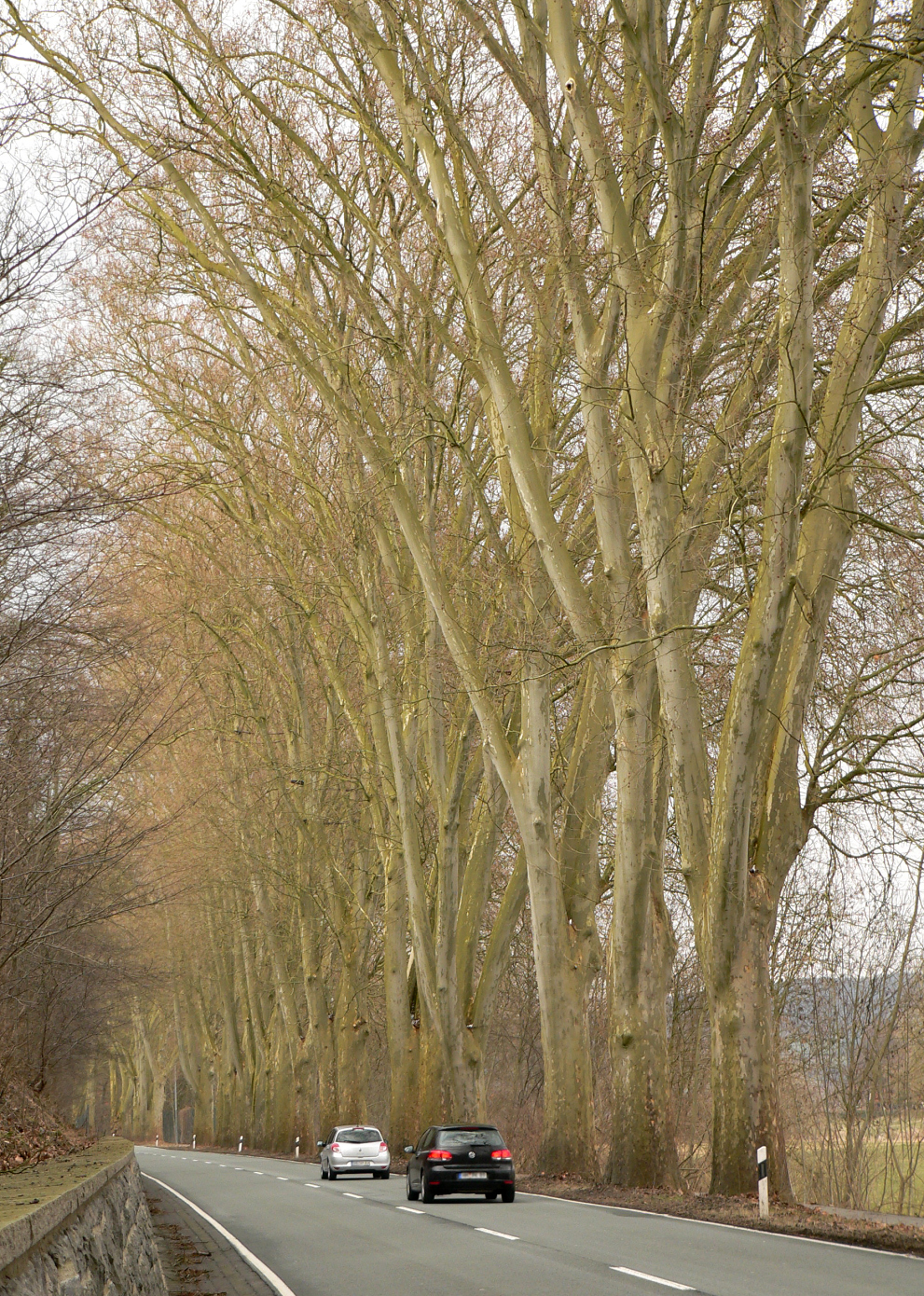
Platanenallee als Teil der B 83 zwischen Grohnde und Hajen

Zwischen Brevörde und Pegestorf war die B 83 von Mai 2018 bis August 2022 gesperrt. Streitpunkt war ein Felssteilhang der Weserklippen bei Steinmühle, der brüchig war und Sicherungsmaßnahmen bedurfte. Er liegt in einem FFH-Gebiet, wo sich unter anderem der seltene Nachtfalter Russischer Bär niedergelassen hat. Sicherungsmaßnahmen wären nach EU-Recht unzulässig gewesen, was die Verlegung der gesamten B 83 an das andere Weserufer einschließlich den Bau zweier Brücken erfordert hätte. Gelöst wurde das Problem mit einem Fangnetz oberhalb der Bundesstraße, das außerhalb der Brutzeiten errichtet oder um geschützte Pflanzen herum gebaut wurde.
In Höxter verläuft die B 64/B 83 nicht mehr auf ihrer ursprünglichen und sehr engen Strecke quer durch den Stadtkern über die Stummrigestraße und die Markstraße, sondern über eine Entlastungsstraße, die weiter westlich liegt. Trotz des großzügigen Ausbaus mit breitem Rand- und Abbiegestreifen an den Kreuzungen ist der Verkehrsfluss aber dennoch sehr langsam. Auch diese Neubaustrecke verläuft durch die Stadt selbst und hat mehrere Ampelkreuzungen, an denen der Verkehr sich immer wieder staut. Eine dieser Kreuzungen ist auch der Beginn der B 239, die von hier aus weiter nach Detmold führt. Da in Höxter eine direkte Auffahrt der Feuerwehr auf diese stark befahrene Straße existiert, gibt es hier Tafeln, die im Einsatzfall den Verkehr vor den Einsatzfahrzeugen warnen. Im Jahr 2009 wurde mit dem Ausbau der innerorts befindlichen B 83 begonnen. Sie wurde bis 2011 vierstreifig ausgebaut, was eine Verschiebung des Lärmschutzwalls bedingte.
In Godelheim trifft die B 64 in einer innerörtlichen Kreuzung auf die B 83 und verläuft mit der B 64 gemeinsam auf einer identischen Strecke nach der Durchfahrt durch Höxter an der Tonenburg und Albaxen vorbei bis vor Stahle und Holzminden.
Zwischen Herstelle (Beverungen) in Nordrhein-Westfalen und Deisel (Trendelburg) in Hessen ist von Herbst 2017 bis Frühjahr 2023 die 4,5 km lange Ortsumfahrung der hessischen Kurstadt Bad Karlshafen gebaut worden, die die B 83 um 7,4 km verkürzt und um sieben Brücken ergänzt hat.
Hofgeismar hat im Rahmen der B 83 seit 8. November 2013 eine Ortsumfahrung, unter anderem mit der Essetalbrücke. Zwischen Grebenstein und Espenau ist sie teilweise dreistreifig ausgebaut (2+1-System).
Ab Espenau-Schäferberg bis in das Stadtgebiet von Kassel verläuft sie gemeinsam mit der B 7 und ist in diesem Teil vierstreifig mit Mittelstreifen ausgebaut.
Südlich von Kassel weist die B 83 eine Lücke auf, denn sie ist an der A 49 an der Anschlussstelle Kassel-Waldau unterbrochen, um dann ab der Anschlussstelle Guxhagen der A 7 durch Guxhagen – am Kloster Breitenau vorbei – und Körle zu führen.
Weiter folgt die B 83 dem Tal der Fulda durch Melsungen, Morschen, Alheim, Rotenburg a.d. Fulda bis nach Bebra, wo Anschluss an die B 27 besteht.

### Überquerte Gewässer
Zu den von der B 83 überquerten Fließgewässern gehören:
| - Weser in Hameln - Humme in Hameln - Emmer bei Emmerthal - Nethe bei Godelheim - Saumer in Albaxen (Höxter) - Grube in Höxter - Bever bei Beverungen - Diemel in Trendelburg - Esse (Essetalbrücke) bei Hofgeismar | - Lempe bei Hofgeismar - Ahne in Vellmar - Fulda in Kassel - Fulda in Guxhagen - Mülmisch bei Körle - Fulda bei Röhrenfurth - Fulda in Melsungen - Pfieffe bei Melsungen - Haselbach bei Lispenhausen |  |

1. ↑  im Zuge der Emmerthaler Ortsumgehung

## Tourismus

### Ferienstraßen
- Zwischen Bückeburg und Hameln und von Bodenwerder bis Grebenstein ist die Deutsche Märchenstraße Teil der B 83.
- Bei Holzminden, zwischen Trendelburg und Grebenstein sowie zwischen Rotenburg und Bebra ist die Deutsche Fachwerkstraße Teil der B 83.

### Sehenswürdigkeiten
Von der B 83 aus sind mehrere Wasserkraftwerke, das Kernkraftwerk Grohnde und das derzeit im Rückbau befindliche Kernkraftwerk Würgassen zu sehen.
Bei Guxhagen passiert die Straße das mächtige Kloster Breitenau. Dem Straßenverlauf Richtung Süden folgt bald die mittelalterliche Stadt Melsungen mit ihrer historischen Altstadt. Wenige Kilometer weiter – in der Gemeinde Morschen – verläuft die Straße nahe dem ehemaligen Kloster Haydau. Alsbald führt die B 83 durch die mittelalterliche Stadt Rotenburg an der Fulda.

### Landschaftlich reizvolle Strecken
In Niedersachsen ist der Abschnitt im Wesertal zwischen Bodenwerder und Hehlen von besonderer landschaftlicher Schönheit; in Hessen gilt ähnliches für den Abschnitt Guxhagen–Bebra, der dem Fuldatal folgt.

Straße im Wesertal bei der Steinmühle
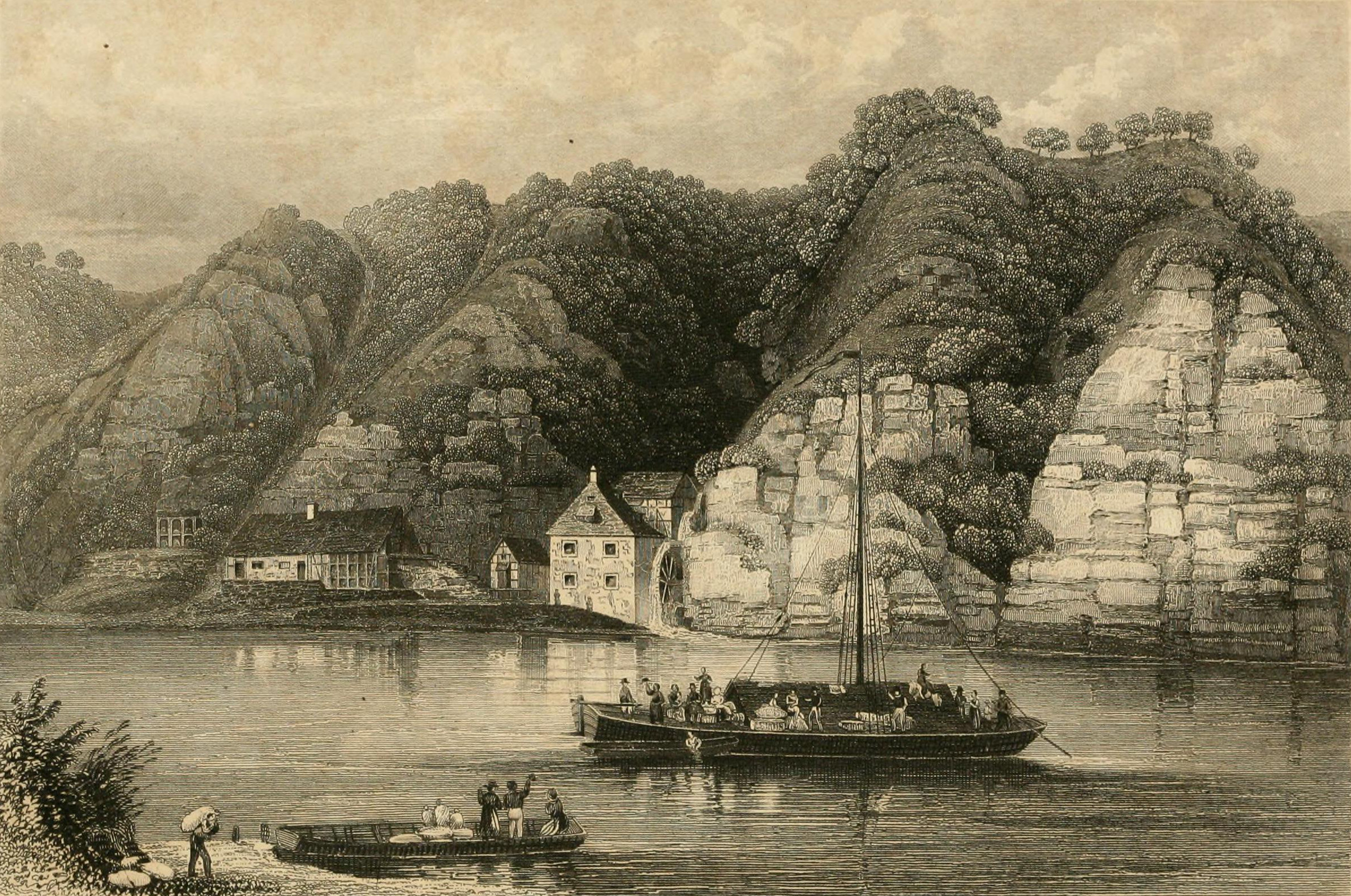
Die Steinmühle am Felshang der Weser vor 1841, noch ohne die Straße …
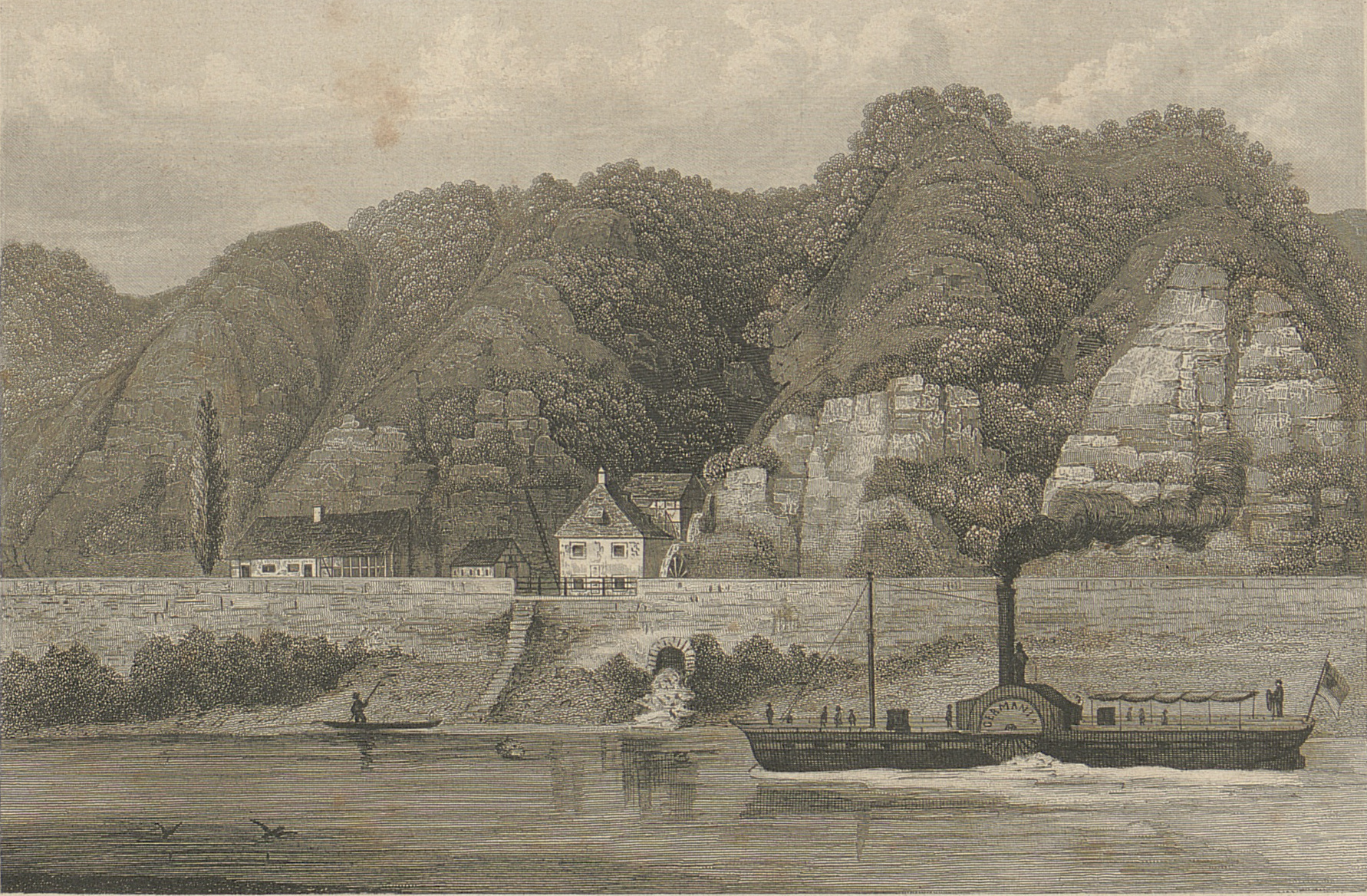
… und mit dem Vorläufer der B 83 (vor 1872; Stahlstiche von Carl Schlickum)